# Condado de Franklin (Tennessee)
O Condado de Franklin é um dos 95 condados do Estado americano do Tennessee. A sede do condado é Winchester, e sua maior cidade é Winchester. O condado possui uma área de 1 491 km² (dos quais 55 km² estão cobertos por água), uma população de 39 270 habitantes, e uma densidade populacional de 27 hab/km² (segundo o censo nacional de 2000). O condado foi fundado em 1807.